# Udając gliniarzy
Udając gliniarzy (ang. Let's Be Cops) – komediowy film sensacyjny nakręcony w 2014 roku, wyreżyserowany przez Luke’a Greenfielda. Główne role zagrali: Jake Johnson (jako Ryan O’Malley) oraz Damon Wayans Jr. (jako Justin Miller).
Film był nominowany w 2015 roku do nagrody Kryształowej Statuetki w kategorii „Ulubiona komedia”.

## Fabuła
Justin Miller (Damon Wayans Jr.) i Ryan O’Malley (Jake Johnson) są przyjaciółmi od dziecka. Od czasu, gdy ukończyli szkołę zauważają, że ich życie staje się nudne, monotonne i „stoi w miejscu”. Justin pracuje w firmie zajmującej się produkcją gier wideo – pomysł Justina o grze policyjnej zostaje dezaprobowany przez jego szefa, który wolałby wyprodukować grę o zombie. Ryan zaś będąc dawną gwiazdą drużyny futbolowej, nie może znaleźć stałej pracy i zajęć.
Sytuacja obu przyjaciół zmienia się wraz z ich przybyciem na jedną z imprez. Przebierają się w mundury policyjne, z których korzystał Justin, prezentując w firmie swoją grę wideo. Gdy się okazuje, że nie jest to impreza przebierana – po chwili ją opuszczają, przechadzając się po mieście. Gdy zauważają, że ich przebrania czynią ich w oczach innych ludzi (w tym innych funkcjonariuszy) prawdziwych policjantów oraz osiągają z tego różne korzyści, postanawiają podszywać się za nich, korzystając z owych przebrań. Pomimo tego, że Justin boi się zdemaskowania, Ryan kupuje przez portal eBay prawdziwy radiowóz, koguty policyjne oraz radiowy skaner.
Poprzez ciągłe korzystanie z fałszywej odznaki, przyjaciele wciąż korzystali z różnych przywilejów, przebywając często w m.in. jednej ze knajp, w której pracowała Josie (Nina Dobrev) – zaczęła zwracać uwagę na jednego z podszywanych policjantów, Justina. Uwagę zwrócili także europejskiemu mafiosie, Mossiemu Kasicowi (James D’Arcy), który postanawia pozbyć się sprawiających kłopoty funkcjonariuszy.

## Obsada
- Damon Wayans Jr. – Justin Miller
- Jake Johnson – Ryan O’Malley
- Rob Riggle – oficer Segars
- Nina Dobrev – Josie
- Keegan-Michael Key – Pupa
- James D’Arcy – Mossi Kasic
- Andy García – detektyw Brolin
- Jon Lajoie – Todd Connors
- Tom Mardirosian – Georgie
- Natasha Leggero – Annie
- Rebecca Koon – Lydia
- Nelson Bonilla – Pasha
- Jeff Chase – Leka
- Jwaundace Candece – JaQuandae
- Briana Venskus – Precious
- Alec Rayme – Misha
- Ron Caldwell – Ron